# HMCS Magnificent (CVL-21)
HMCS Magnificent (CVL-21) byla lehká letadlová loď Kanadského královského námořnictva. Loď byla původně roku 1942 objednána Britským královským námořnictvem, ale roku 1948 byla přesunuta do Kanady. Jednalo se o jednotku třídy Majestic.

## Stavba
Letadlová loď Magnificent byla objednána roku 1942 a kýl lodi byl založen roku 1943 v Belfastu. Loď byla roku 1944 spuštěna na vodu a do služby u Kanadského královského námořnictva byla loď přijata dne 21. března 1948.

## Výzbroj
Magnificent byl vyzbrojen dvaceti čtyřmi 40mm protiletadlovými kanóny QF 2-pounder a devatenácti 40mm protiletadlovými kanóny Bofors. Loď nesla třicet sedm palubních stíhacích letounů Fairey Firefly a Hawker Sea Fury.

## Galerie

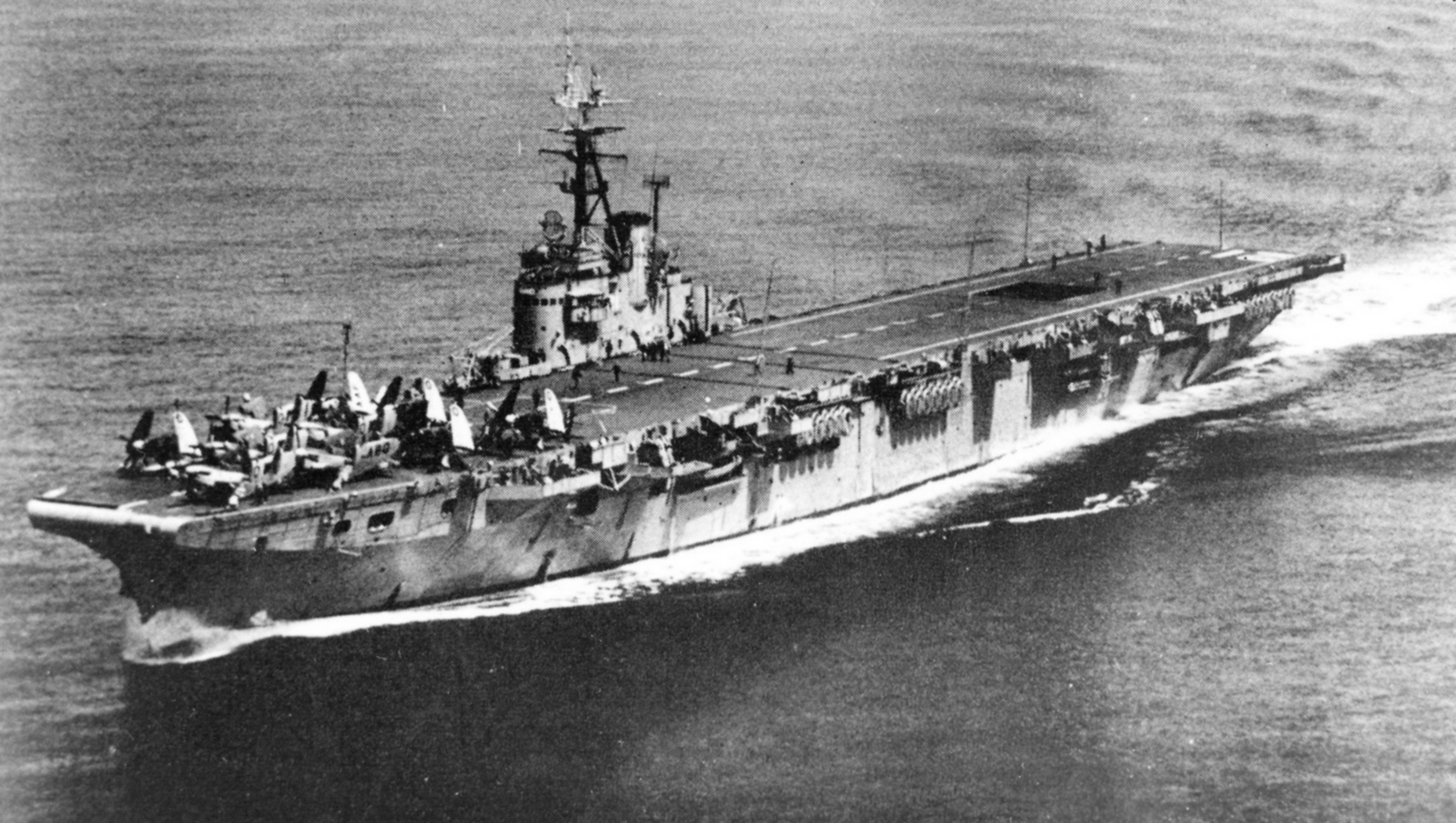
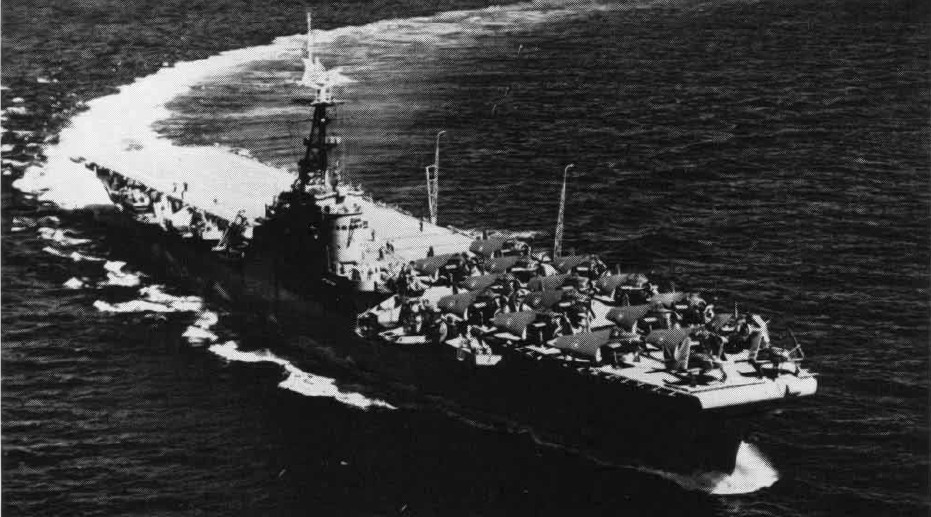
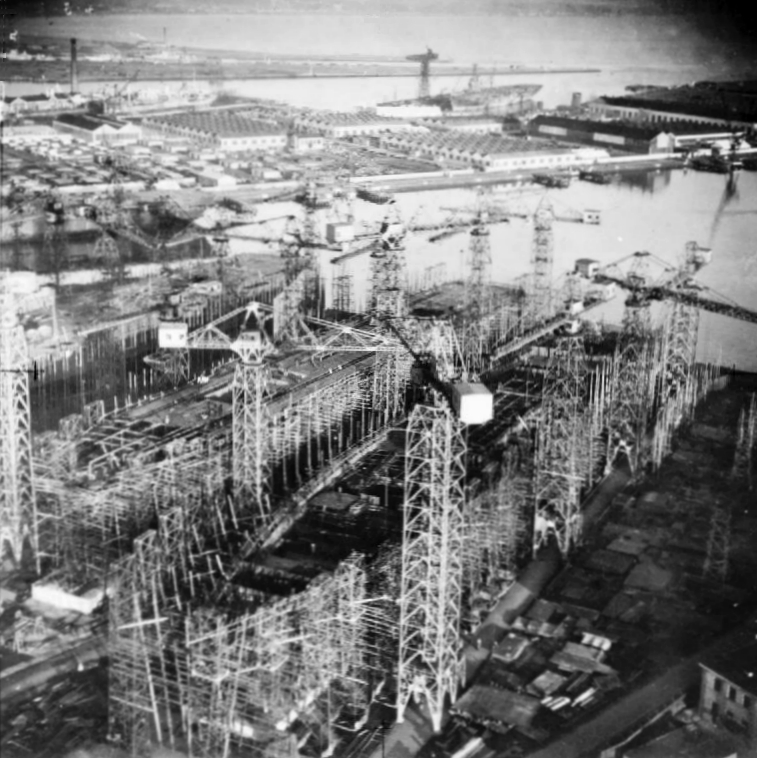
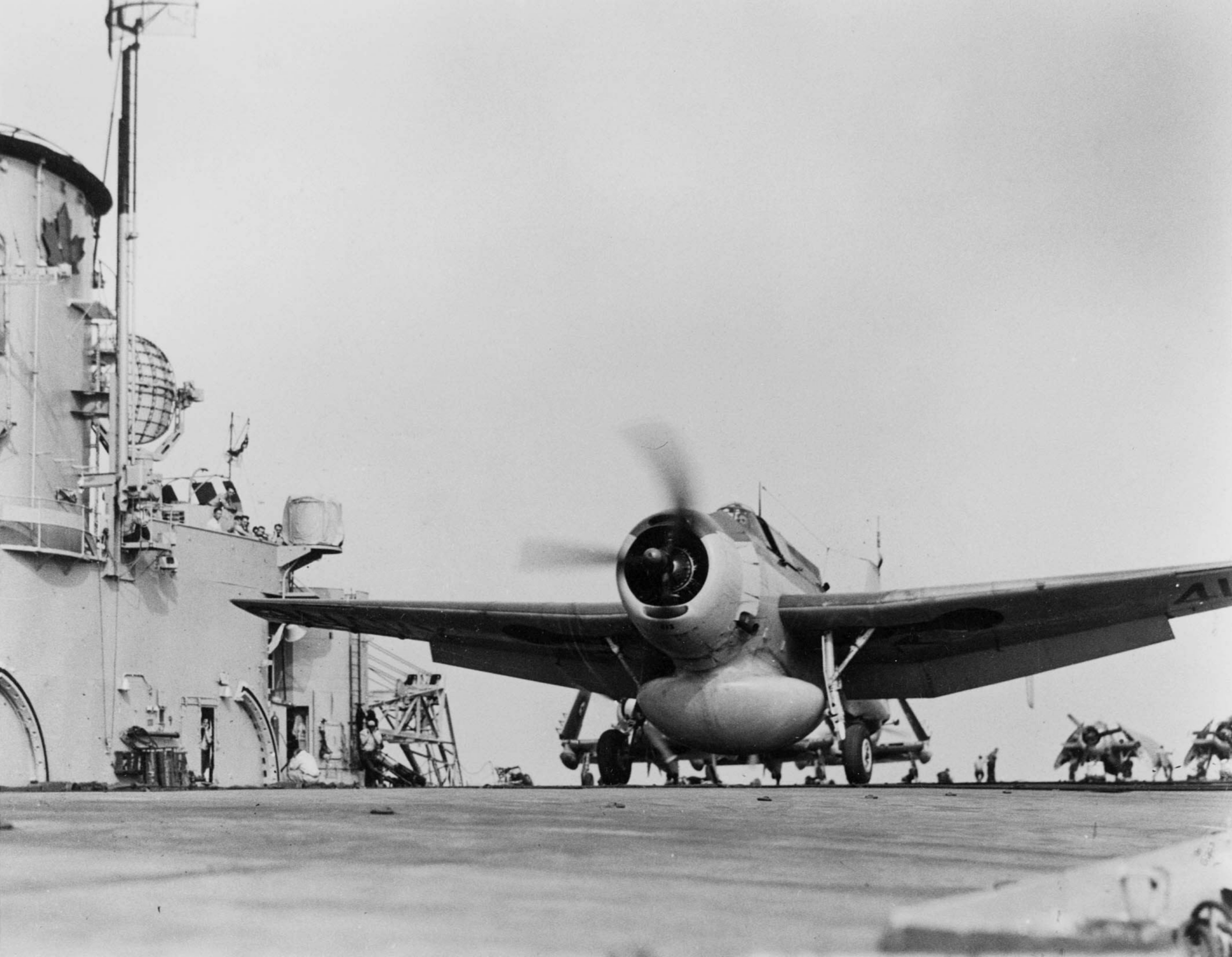
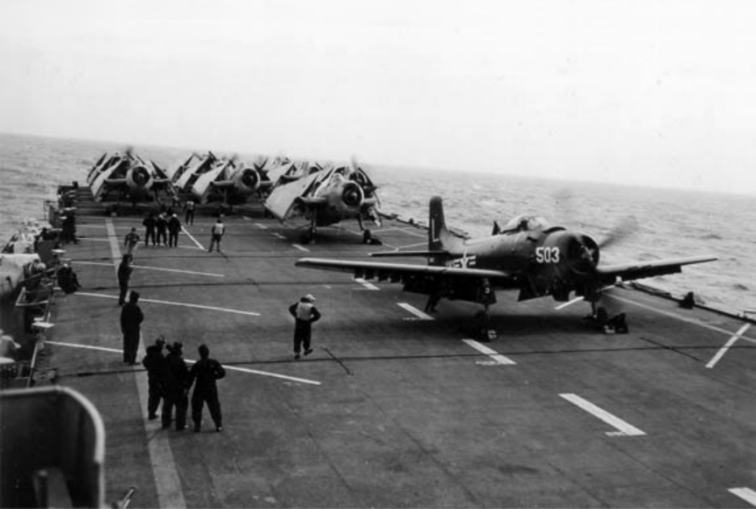
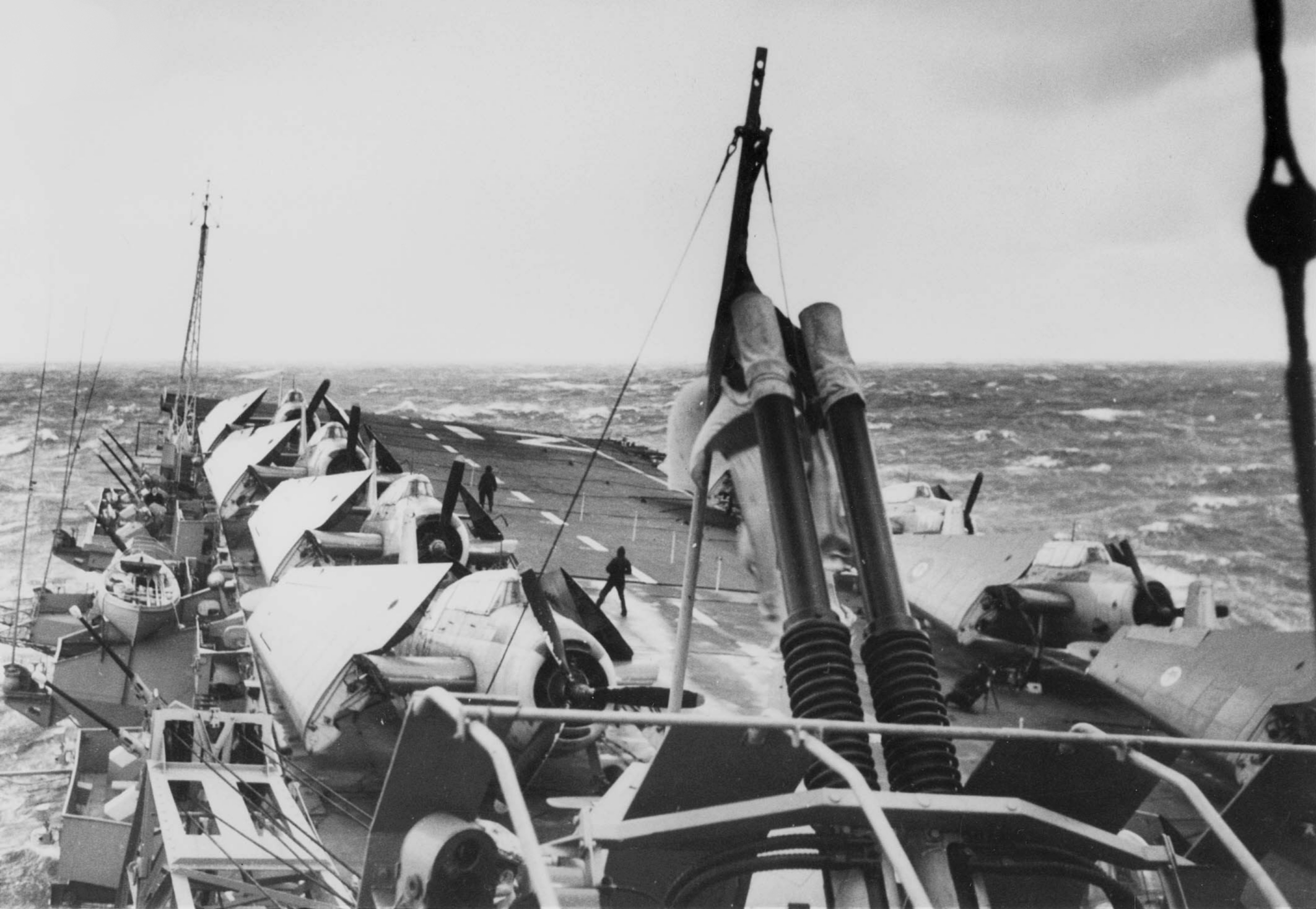